# 第22回オールスター競輪
第22回オールスター競輪は、1979年に岸和田競輪場で行われた。

## 決勝戦
- 10月2日（火）

| 着順 | 車番 | 選手     | 登録地 |
| ---- | ---- | -------- | ------ |
| 1    | 3    | 中野浩一 | 福岡県 |
| 2    | 4    | 鈴木正彦 | 栃木県 |
| 3    | 6    | 七竹茂   | 広島県 |
| 4    | 5    | 山口健治 | 東京都 |
| 5    | 2    | 吉井秀仁 | 千葉県 |
| 6    | 9    | 服部雅春 | 埼玉県 |
| 7    | 7    | 菅田順和 | 宮城県 |
| 8    | 1    | 高橋健二 | 愛知県 |
| 9    | 8    | 原田則夫 | 新潟県 |

- 配当 
  - 連勝単式 3－4　1280円

## レース概要
逃げる吉井 － 山口に、原田 － 服部が襲いかかる展開となったが、最終的に吉井が主導権を握った。一方、最終バック付近では7番手となった中野がその付近から捲って出たところ、2センター付近で早くも吉井 － 山口後位の3番手。そして4角で先頭に立ち、当時の岸和田では驚愕ともいえる、上がり（残り200m）タイム10.9秒のバンクレコードをマークして優勝。中野にマークした鈴木が2着、七竹が3着に入った。

## エピソード
- 決勝戦中継は、前年に続きサンテレビの制作により放送された。

- 最終日の入場者数は29,893人、六日間の総売上は75億4804万2400円だった。

- 決勝戦で5着に敗れた吉井は、中野に捲られたことが相当に悔しく、敢闘門のところでへたりこんで、自転車を投げつけて悔し泣きしたという。